# Roman Köster
Roman Köster (* 5. August 1975 in Bielefeld) ist ein deutscher Historiker. Er ist Wissenschaftlicher Mitarbeiter bei der Historischen Kommission bei der Bayerischen Akademie der Wissenschaften.

## Leben
Köster studierte von 1995 bis 2002 Geschichte und Deutsch an der Ruhr-Universität Bochum, an der er 2002 mit einer von Dieter Ziegler betreuten Arbeit über Die Konzentrationsbewegung in der Dortmunder Brauindustrie 1914–1924 den Abschluss des Ersten Staatsexamens erwarb. Von Oktober bis November 2002 arbeitete er auf Werkvertragsbasis bei Rolls-Royce Deutschland in Oberursel. Bei Werner Plumpe wirkte er von Februar 2003 bis Februar 2004 als wissenschaftliche Hilfskraft am Lehrstuhl für Wirtschafts- und Sozialgeschichte an der Universität Frankfurt, wo er im November 2008 promoviert wurde. Von September 2004 bis März 2008 war er Wissenschaftlicher Mitarbeiter am Lehrstuhl für Wirtschafts- und Sozialgeschichte an der Universität Frankfurt am Main. Anschließend arbeitete er von April 2008 bis September 2009 als Research Associate am Centre for Business History an der University of Glasgow. Von Oktober 2009 bis März 2016 war er Wissenschaftlicher Mitarbeiter an der Professur für Wirtschafts-, Sozial- und Technikgeschichte an der Universität der Bundeswehr München, wo er 2015 habilitiert wurde. Nach zwei Professurvertretungen und einer Station als Wissenschaftlicher Mitarbeiter am Historischen Seminar der Albert-Ludwigs-Universität in Freiburg ist er seit 2020 Wissenschaftlicher Mitarbeiter bei der Historischen Kommission der Bayerischen Akademie der Wissenschaften.
Seine Forschungsschwerpunkte sind Wirtschafts-, Umwelt- und Technikgeschichte im 19. und 20. Jahrhundert. Mit seinem Buch Müll. Eine schmutzige Geschichte der Menschheit war Köster 2024 für den Deutschen Sachbuchpreis nominiert.

## Schriften (Auswahl)
- Die Konzentrationsbewegung in der Dortmunder Brauindustrie 1914–1924. Das Beispiel der Dortmunder Actienbrauerei (= Bochumer Schriften zur Unternehmens- und Industriegeschichte. Band 10). Klartext, Essen 2003, ISBN 3-89861-176-0 (Zugl.: Bochum, Univ., Examensarb., 2002).
- Hugo Boss, 1924–1945. Eine Kleiderfabrik zwischen Weimarer Republik und „Drittem Reich“ (= Schriftenreihe zur Zeitschrift für Unternehmensgeschichte. Band 23). C.H. Beck, München 2005, ISBN 978-3-406-61992-2.
- als Herausgeber mit Werner Plumpe, Bertram Schefold und Korinna Schönhärl: Das Ideal des schönen Lebens und die Wirklichkeit der Weimarer Republik. Vorstellungen von Staat und Gemeinschaft im George-Kreis (= Wissenskultur und gesellschaftlicher Wandel. Band 33). Akademie-Verlag, Berlin 2009, ISBN 3-05-004577-9.
- Die Wissenschaft der Außenseiter. Die Krise der Nationalökonomie in der Weimarer Republik (= Kritische Studien zur Geschichtswissenschaft. Band 198). Vandenhoeck & Ruprecht, Göttingen u. a. 2011, ISBN 3-525-36025-8 (Zugl.: Frankfurt (Main), Univ., Diss., 2008).
- mit Raymond G. Stokes und Stephen C. Sambrook: The Business of Waste. Great Britain and Germany. 1945 to the Present. Cambridge University Press, Cambridge u. a. 2013, ISBN 978-1-107-02721-3.
- mit Birgit Wörner: Henry Oswalt. Wirtschaftsbürger und Mäzen (= Gründer, Gönner und Gelehrte). Societäts-Verlag, Frankfurt am Main 2013, ISBN 978-3-942921-24-4.
- mit Jan-Otmar Hesse und Werner Plumpe: Die Große Depression. Die Weltwirtschaftskrise 1929–1939. Campus, Frankfurt u. a. 2014, ISBN 3-593-50162-7.
- Hausmüll. Abfall und Gesellschaft in Westdeutschland 1945–1990 (= Umwelt und Gesellschaft. Band 15). Vandenhoeck & Ruprecht, Göttingen 2017, ISBN 978-3-525-31720-4 (Zugl.: München, Universität der Bundeswehr, Habil.-Schr., 2015).
- Seidensticker. Eine Unternehmensgeschichte 1919–2019. Klartext, Essen 2019, ISBN 3-8375-2109-5.
- Einführung in die Wirtschaftsgeschichte. Theorien, Methoden, Themen, Schöningh, Paderborn 2020, ISBN 978-3-8252-4630-3.
- Müll. Eine schmutzige Geschichte der Menschheit. C.H. Beck, München 2023, ISBN 3-406-80580-9.[2]